# Yamato – Öngyilkos küldetés
A Yamato – Öngyilkos küldetés (Otoko-tachi no Yamato) 2005-ös japán   háborús filmdráma. A film a Jamato csatahajó utolsó útját a hajón szolgáló fiatal, 15–18 éves tengerészek szemszögéből mutatja be az eseményeket, és Japánban hatalmas sikert aratott.

## Tartalom
|  | Alább a cselekmény részletei következnek! |

A Jamato több mint 260 méter hosszú és 64 ezer tonna. A csatahajók királynője. 1945 tavaszán azonban már vele is elveszett a háború a japánok számára. A Jamatót tizenévesekből álló háromezer fős legénységével úgy küldik utolsó kamikaze útjára, hogy nincs benne elég üzemanyag a visszatéréshez. Alig egy nappal a kihajózás után amerikai felderítő tengeralattjárók felfedezik az ellenséges objektumot.
Makiko egy déli fekvésű japán kikötőbe érkezve azt reméli, hogy egy hajó elviszi őt a hatvan éve elsüllyedt Jamato tragédiájának színhelyére. Kérése mindenütt elutasításra lel, mígnem ki nem derül Kamio Kacumi kapitány számára, hogy Ucsida altiszt lánya áll előtte. Kamio és Ucsida szoros bajtársként büszkén és bátran együtt szolgáltak a legnagyobb hajón, melyet ember épített.
Kamio megdöbben a hír hallatán, hiszen abban a tudatban élt, hogy Ucsida eltűnt, amikor az amerikai légierő elsüllyesztette a hajót 1945. április 7-én. Vállalja a tizenöt órás út kalauzolását, melynek során Makiko és egy 15 éves matróz, Acusi oldalán újraéli a Jamato fedélzetén töltött háborús időket és megosztja emlékeit a fiatalokkal.

## Külső hivatkozások
- A film hivatalos oldala Archiválva 2008. december 16-i dátummal a Wayback Machine-ben
- Otoko-tachi no Yamato az IMDb oldalán
- Yamato – Öngyilkos küldetés – Port.hu